# 懷特沃特 (印地安納州)
懷特沃特（英語：Whitewater）是一個位於美國印地安納州韋恩縣的城鎮。

## 人口
根據2010年美國人口普查的數據，懷特沃特的面積為0.20平方千米，當中陸地面積為0.20平方千米，而水域面積為0.00平方千米。當地共有人口83人，而人口密度為每平方千米415人。